# Кирил Челменски
Преподобни Кирил Челменски (септембар 1285 — 8. децембар 1368, Олоњецка губернија) — руски православни светитељ, један од првих пустињских монаха који је живео у Обоњешкој пустињи.
Помен се одржава 8. децембра (по јулијанском календару).

## Биографија
Године 1316. свeти Кирил, пострижник Новгородског Антоњевског манастира, изабрао је гору Челму код Оњешког језера у Чудској земљи за стални боравак.
Прву зиму је живео у пећини, затим је саградио дрвену келију и капелу. До краја живота свети Кирил, крстио се сав локални Чуд. За новопокрштене подигнута је црква у име Богојављења Господњег.
Монах је живео на брду Челмнаја 52 године. Сахрањен је у капели на северној страни Богојављенске цркве.
Умро је 1368. године. Свете мошти његове почивају у његовом манастиру.
Десет година после упокојења Св. Кирила, 1378. године Кирило-Челмогорски манастир је основао јеромонах Арсеније.
Епископ архангелски и холмогорски Тихон је 2005. године у близини рушевина некадашњег манастира освештао крст у спомен на Светог Кирила.